# Certege, Alba
Certege (în trecut Certegea; în limba maghiară Csertés) este o localitate componentă a orașului Câmpeni din județul Alba, Transilvania, România.

## Așezare
Se află la 9 km de Câmpeni, pe un drum neasfaltat.

## Istoric
Iconostasul bisericii greco-catolice din Certege a fost adus la Cluj de episcopul Iuliu Hossu în anul 1930. După interzicerea Bisericii Române Unite cu Roma în anul 1948 și dezafectarea capelei de la sediul Episcopiei de Cluj-Gherla, iconostasul respectiv a fost mutat la biserica Adormirea Maicii Domnului din Cluj-Mănăștur. În prezent se află la Muzeul Arhiepiscopiei Ortodoxe a Clujului.

## Demografie
La recensământul din 1930 au fost înregistrați 1.307 locuitori, toți români. Sub aspect confesional au fost înregistrați 779 ortodocși, 527 greco-catolici și 1 baptist.
La recensământul din anul 2002 avea o populație de 73 locuitori.

## Personalități
- Iosif Trifa (1888-1938), preot ortodox, fondatorul „Mișcării de Renaștere Spirituală din Biserica Ortodoxă” (Oastea Domnului) în 1923.

## Galerie de imagini

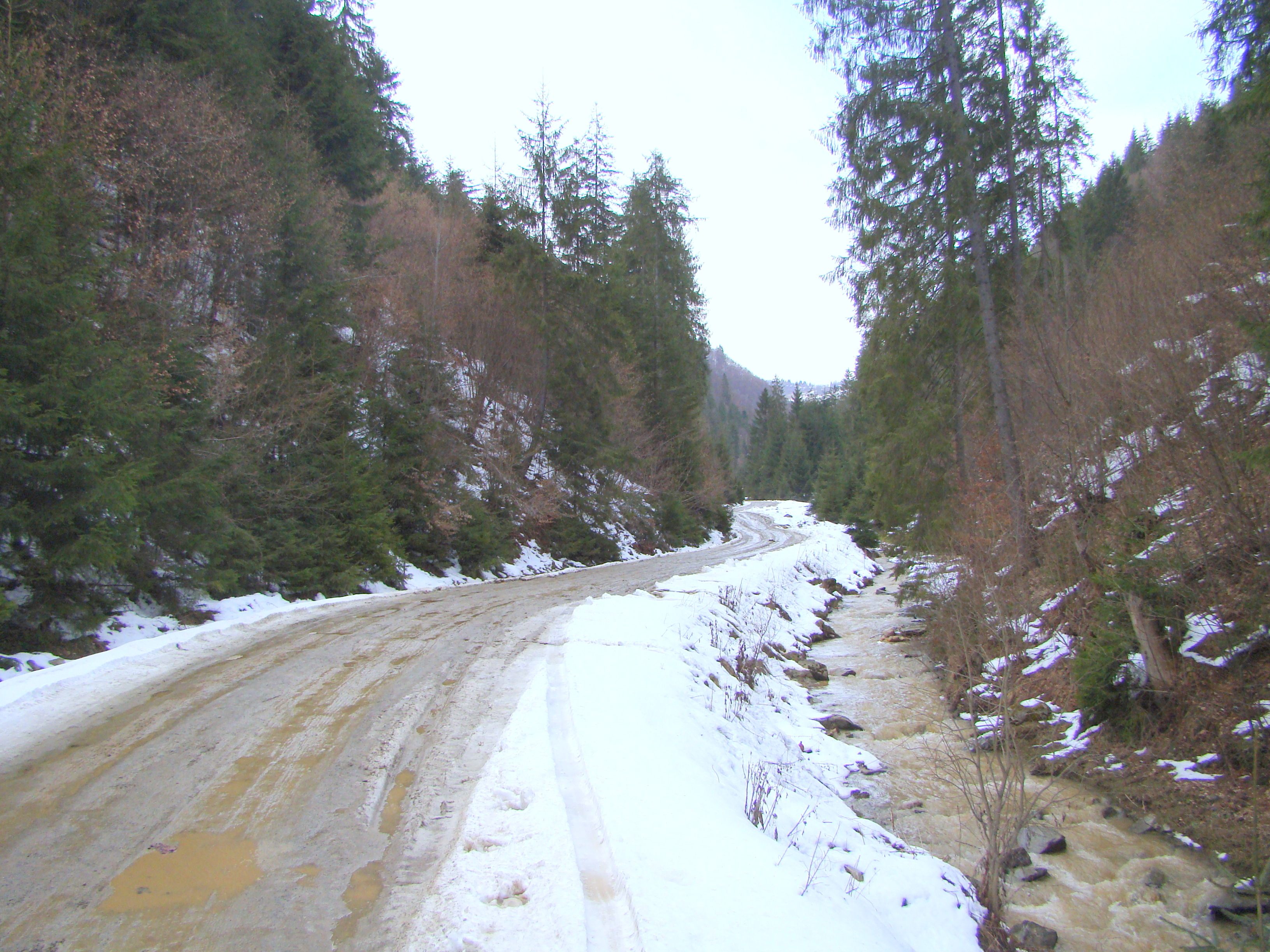
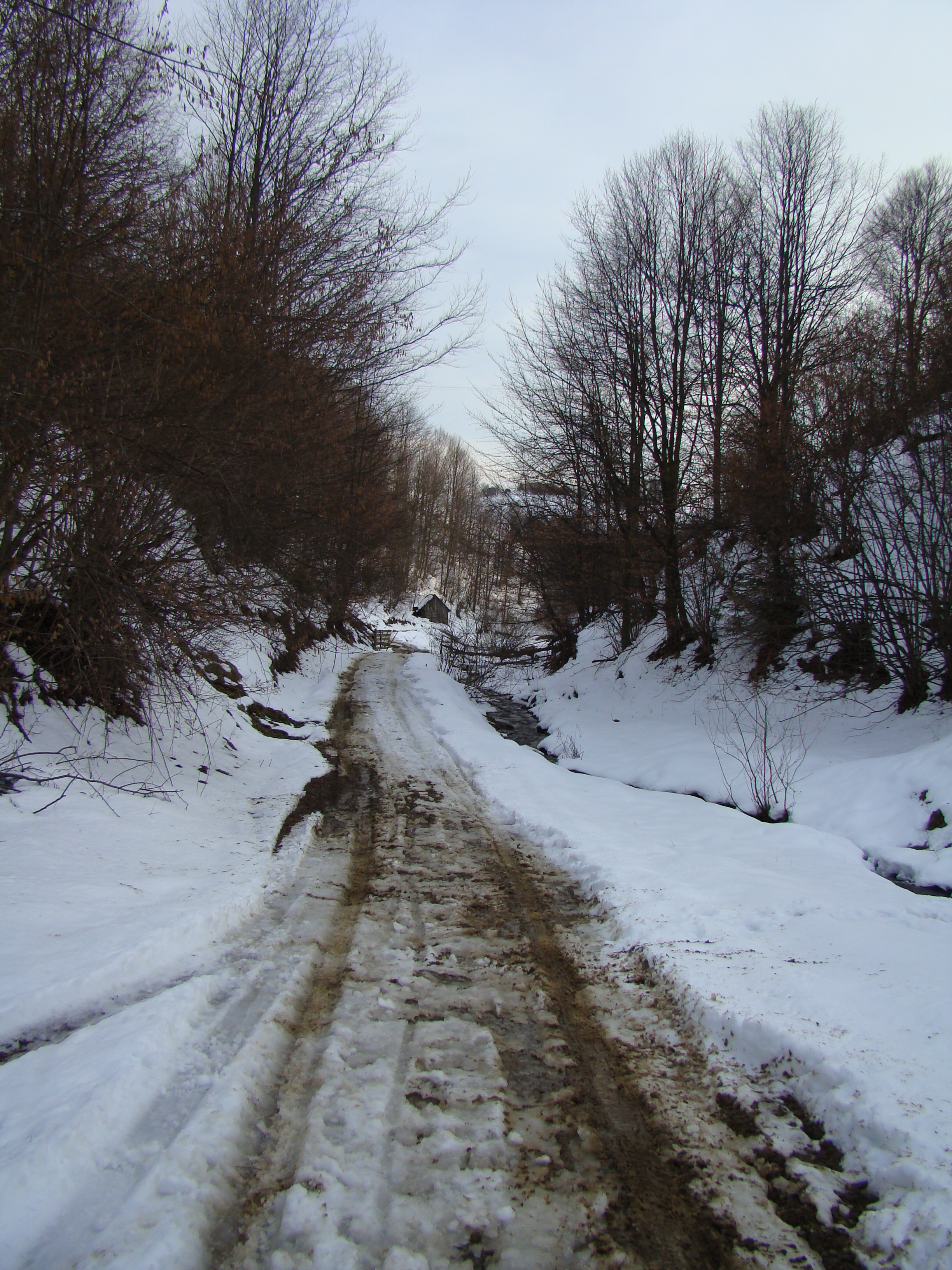
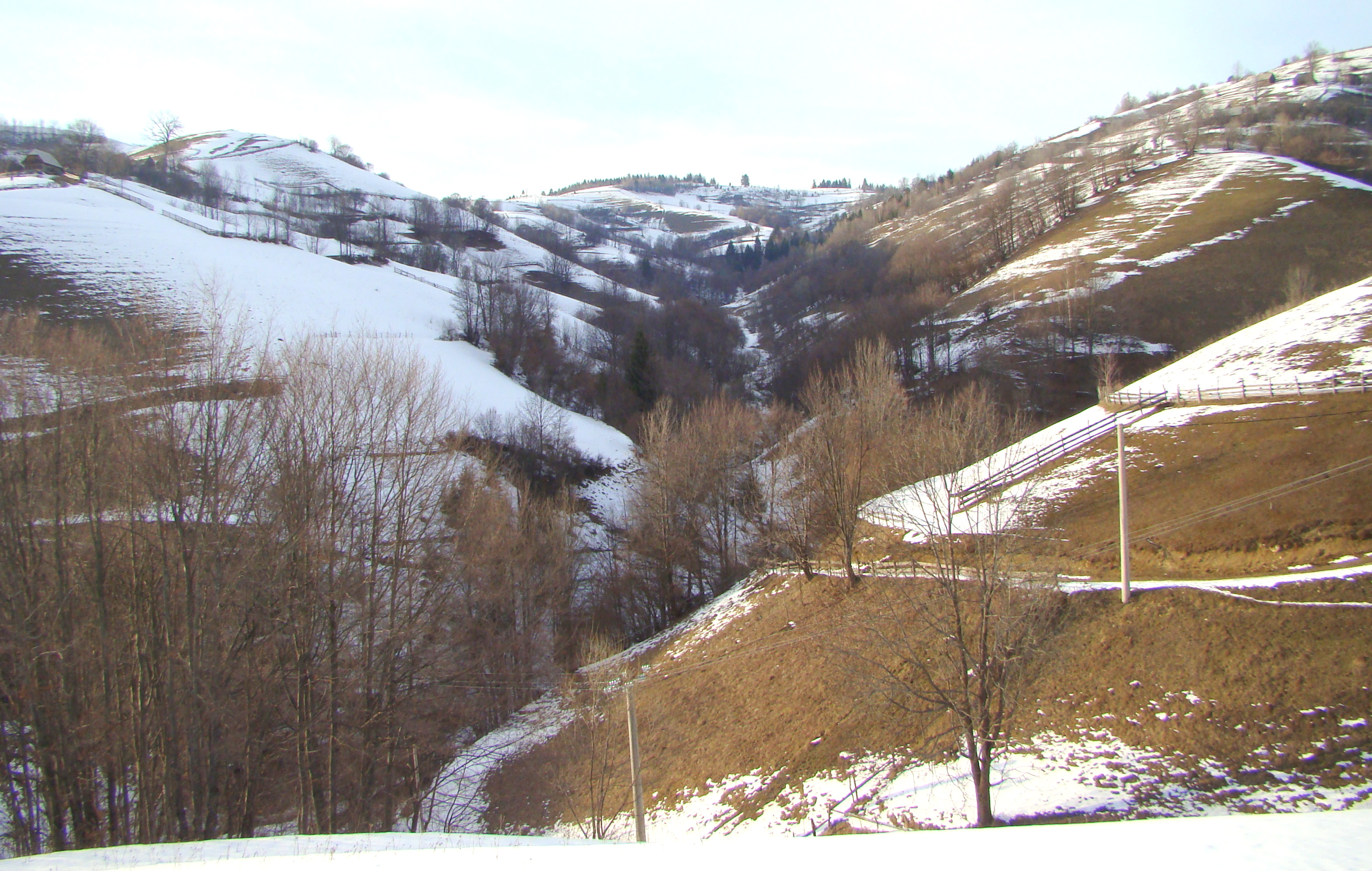
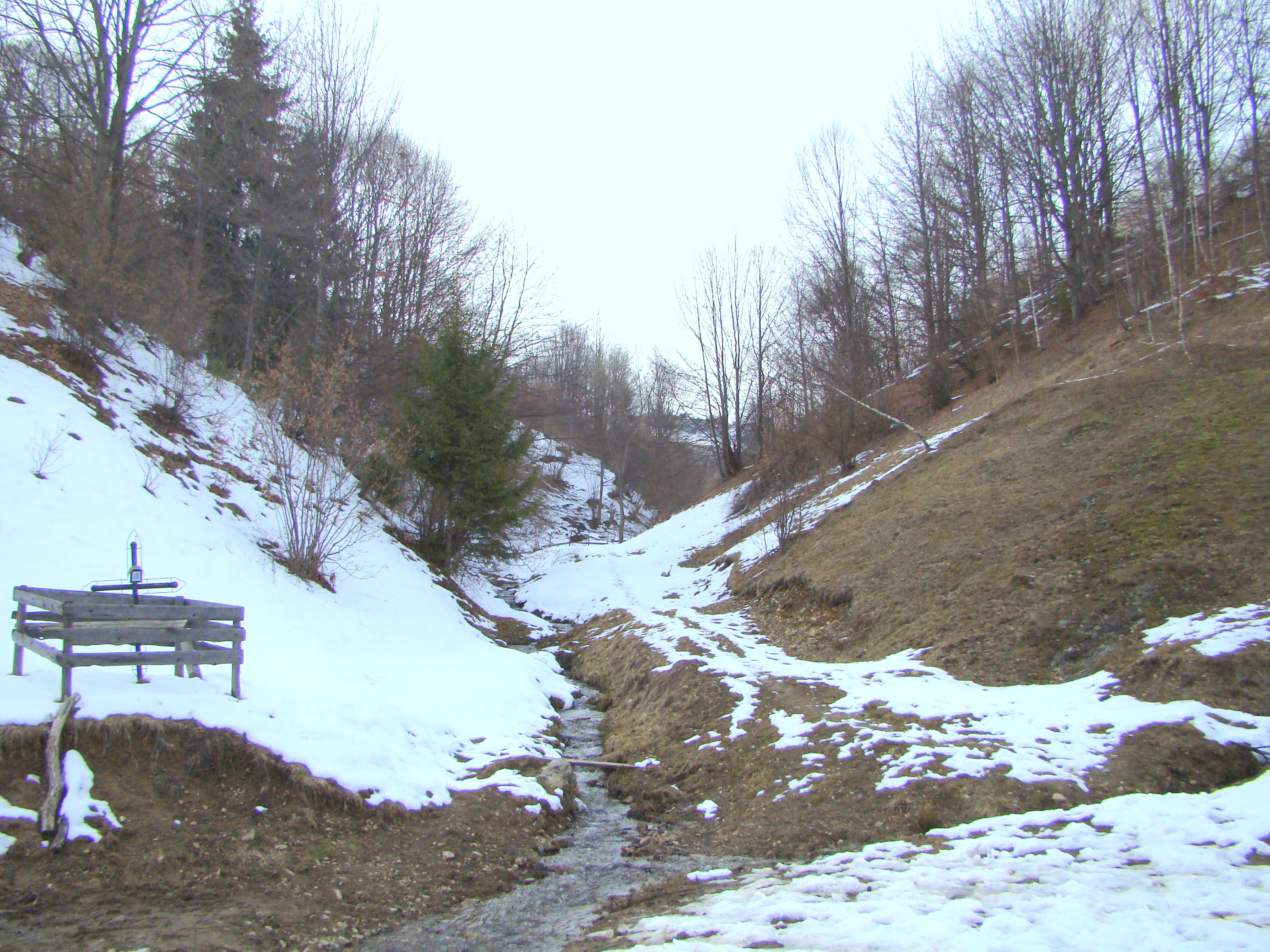
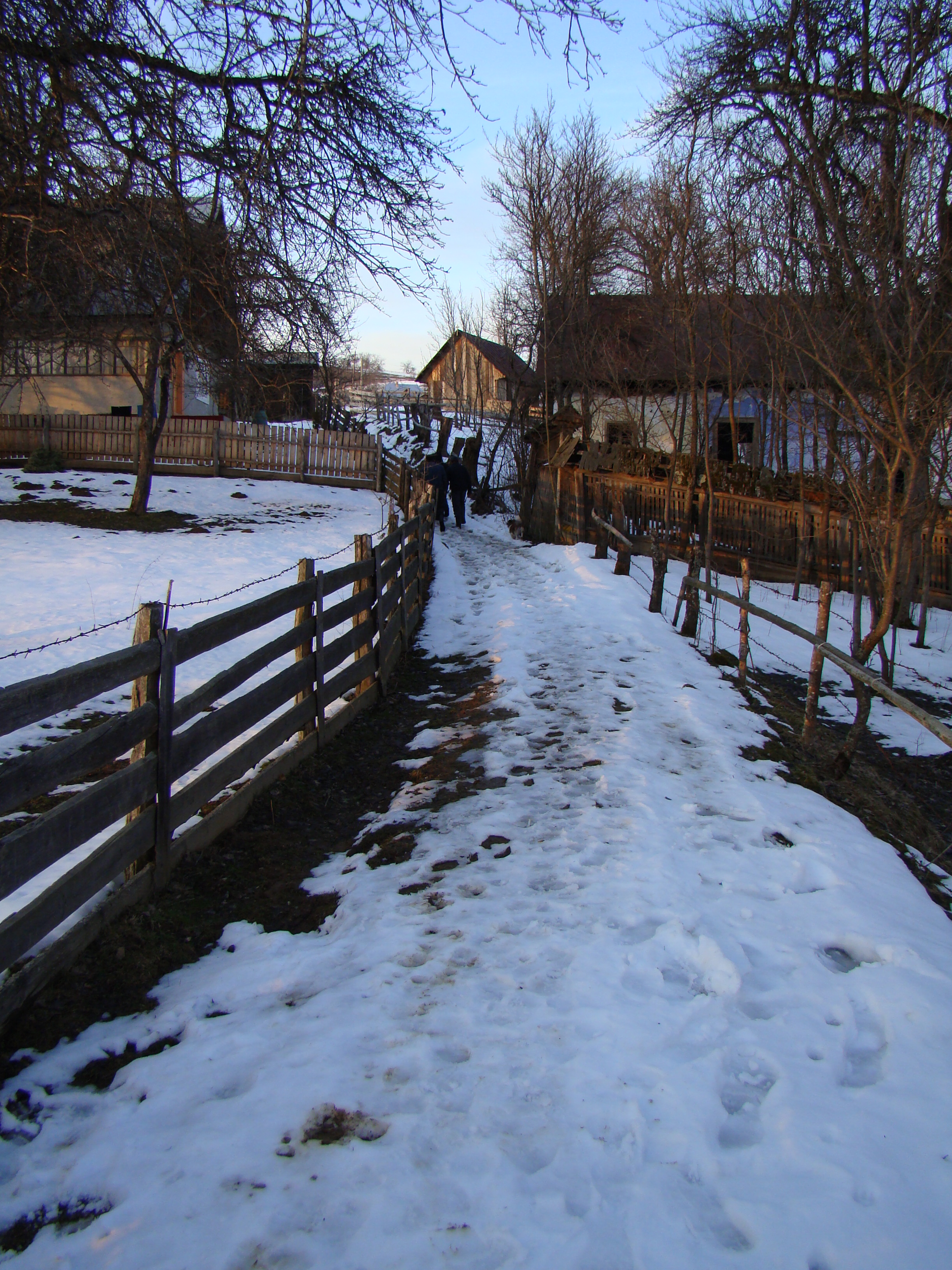
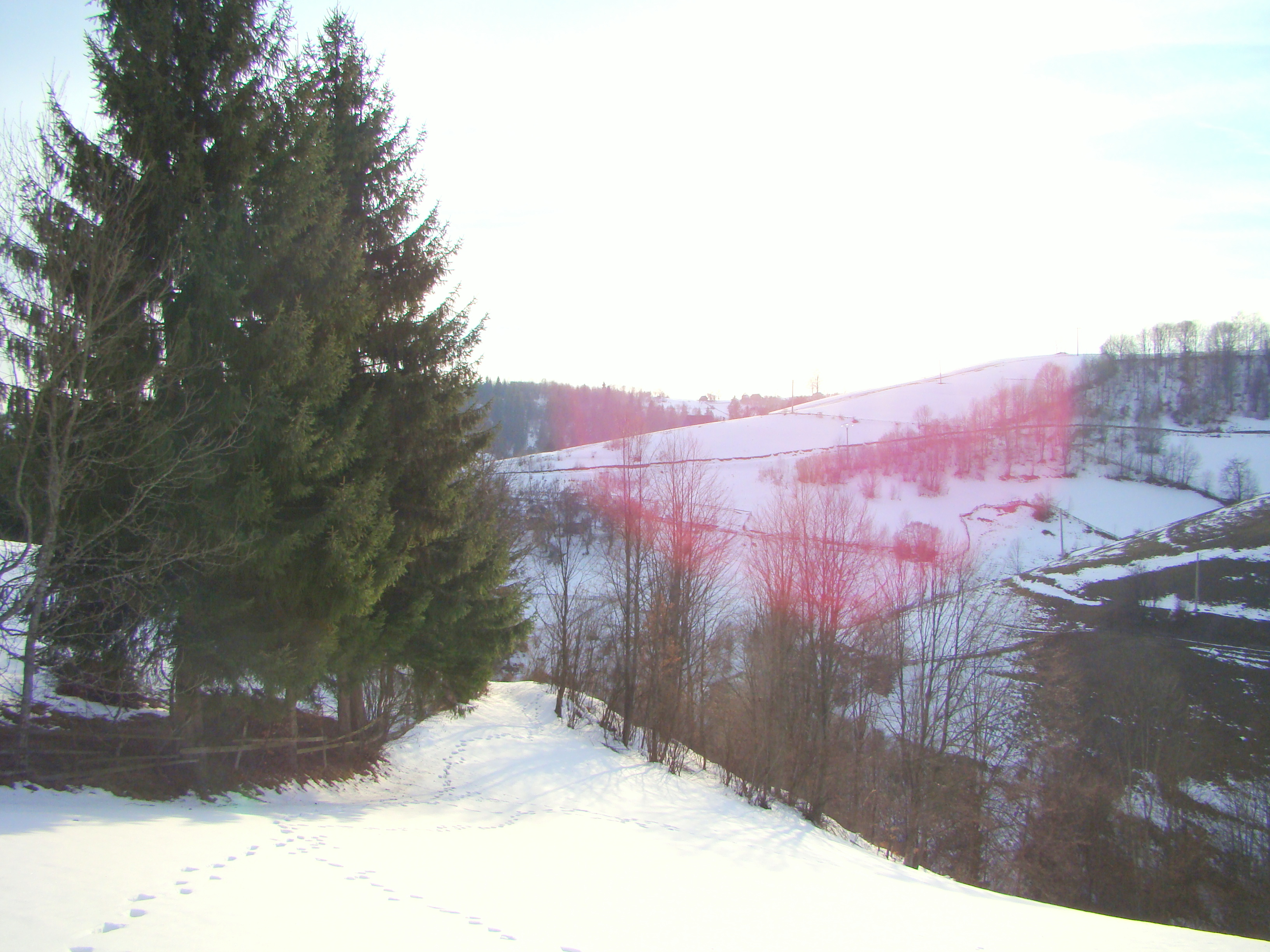
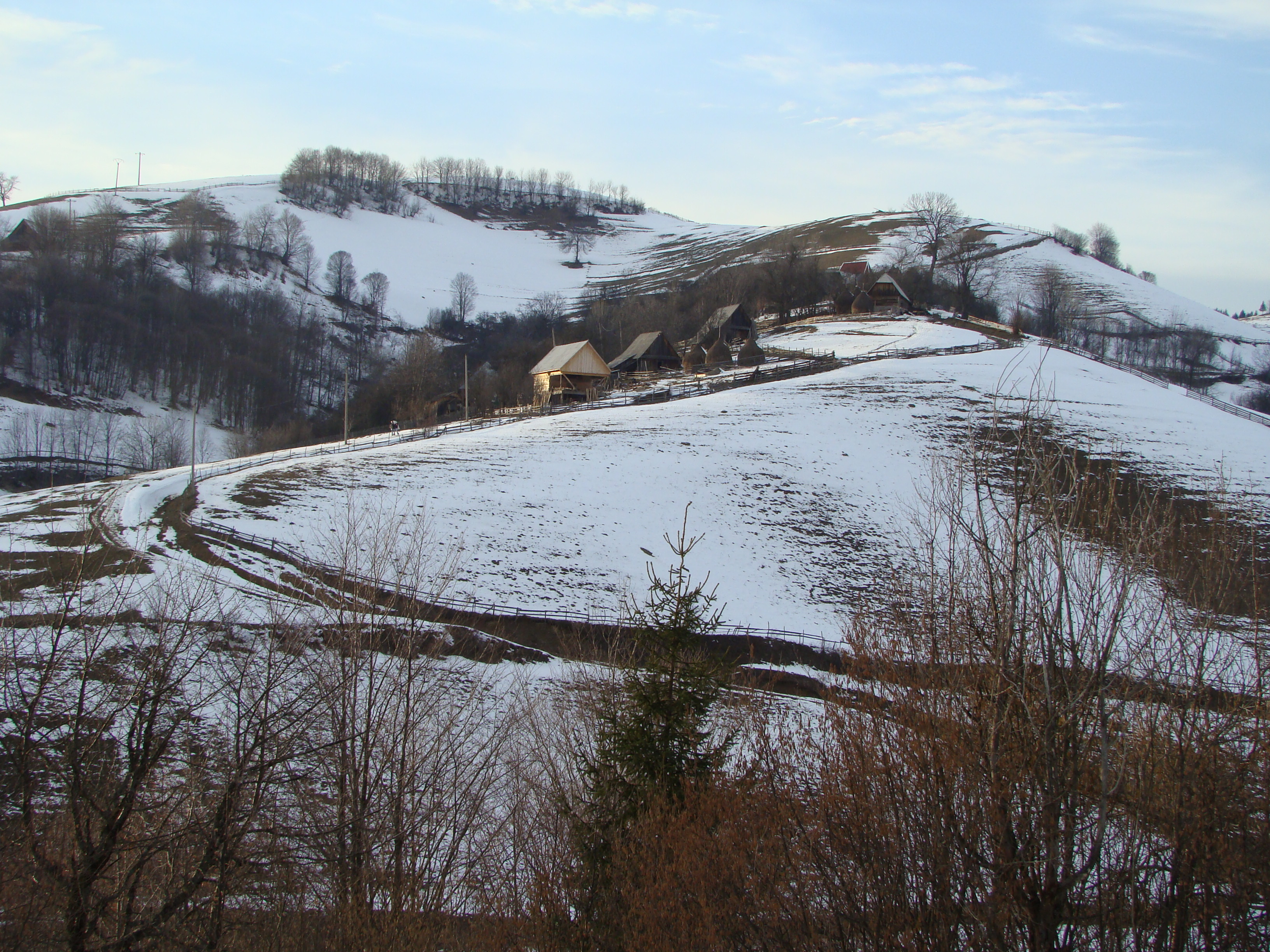
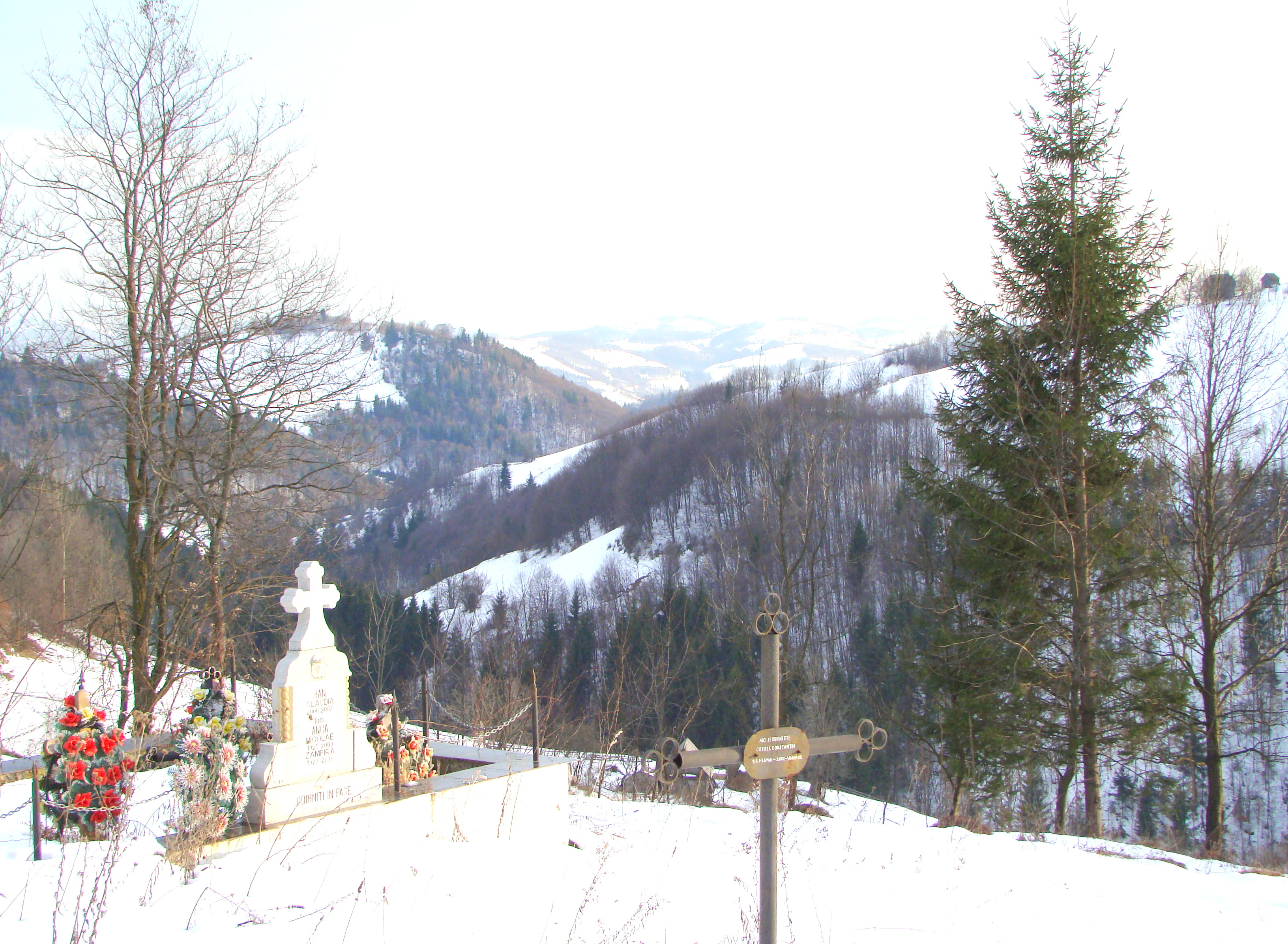